# Паган (хан Болгарии)
Паган (болг. Паган) — хан Болгарии (767—768).
После того как Паган стал ханом, он начал мирные переговоры с императором Византии Константином V. Когда хан прибыл в Константинополь, бывший болгарский хан Сабин демонстративно стоял возле императора. Константин V напрасно укорял болгарскую знать за её ненависть к Сабину. Это открывало планы императора, который, вероятно, пытался вернуть на престол хана Сабина, с целью через него влиять на политику Болгарии. Для вида Константин V заключил с Болгарией мир, но одновременно тайно послал в Болгарию людей, которые захватили вождя славянского племени северов, ещё Аспарухом поселенного на границе с Византией для защиты от неё:
В том же году отправил посланца Паган, господин Булгарии к василевсу, прося повидаться с ним. Получив ответ, он прибыл к нему с его боиладами. Когда василевс сел и Сабин воссел вместе с ним, он принял их и бранил их бесчинство и неприязнь к Сабину. И они по видимости заключили мир. Василевс же, тайно отправив посланцев в Булгарию, схватил архонта северов Славуна, сотворившего во Фракии много зла
Сообщение это является одним из немногих сведений о положении славян в Болгарском ханстве VIII века. Из него видно, что северы сохраняли автономию и управлялись собственным славянским «архонтом». Паган никак не заступился за Славуну, продолжал сохранять мир и даже не возобновил охрану границ.
После окончания переговоров Константин V быстрым маршем двинул войска в Болгарию и вторгся в её пределы:
Вдруг царь, выступивши из города, нашел ущелья без стражи по причине притворного мира, прошел Булгарию до Тунзы, и предавши огню их хижины, какие встретил, со страхом возвратился назад, не сделав ничего важного.
Однако для хана Пагана эти события имели негативные последствия: его обвинили в том, что он поверил лживым обещаниям византийского императора, и ему пришлось бежать. Он был убит около современной Варны своими слугами.